# برایان یوزنا
برایان یوزنا (انگلیسی: Brian Yuzna؛ زادهٔ ۳۰ اوت ۱۹۴۹ در فیلیپین) کارگردان، فیلم‌نامه‌نویس و تهیه‌کننده اهل ایالات متحده آمریکا است.

## فیلم‌شناسی

### کارگردان
- جامعه (۱۹۸۹)
- تارزان: ماجراهای حماسی (قسمت «بازگشت تارزان») (۱۹۹۶)
- فراتر از احیاگر (۲۰۰۳)
- روتوایلر (۲۰۰۴)
- آبی خاکی (۲۰۱۰)

### تهیه‌کننده
- عزیزم، بچه‌ها را کوچک کردم (۱۹۸۹)
- کنه (۱۹۹۳)
- عنکبوتیان (۲۰۰۱)
- داجون (۲۰۰۱)
- روماسانتا (۲۰۰۴)
- روتوایلر (۲۰۰۴)
- راهبه (۲۰۰۵)